# The Patchwork Girl of Oz
The Patchwork Girl of Oz er en amerikansk stumfilm fra 1914 af J. Farrell MacDonald.

## Medvirkende
- Violet MacMillan som Ojo.
- Frank Moore som Nunkie.
- Raymond Russell som Dr. Pipt.
- Leontine Dranet som Margolotte.
- Bobbie Gould som Jesseva.